# Atractus poeppigi
Atractus poeppigi — вид змій родини полозових (Colubridae). Мешкає в Південній Америці.

## Поширення і екологія
Atractus poeppigi мешкають в Бразильській Амазонії, на сході Перу і Колумбії. Вони живуть у вологих рівнинних тропічних лісах. ведуть риючий спосіб життя, живляться дощовими черв'яками.